# Соколюк Дмитро Володимирович
Дмитро Володимирович Соколюк — сержант Збройних Сил України, учасник російсько-української війни, що загинув у ході російського вторгнення в Україну в 2022 році.

## Життєпис
Дмитро Соколюк народився 6 квітня 1988 року в Полтаві. У ході повномасштабного російського вторгнення в Україну ніс військову службу на посаді командира відділення десантно-штурмового взводу військової частини А 0281. Загинув 11 березня 2022 року в Ізюмському районі на Харківщині. Прощання із загиблим відбулося 28 березня 2022 року на Соборному майдані біля Свято-Успенського собору в Полтаві. Разом поховали солдатів Євгена Єгунова та Тихона Шаповала, старшого солдата Івана Данканича та Івана Кас'янова.

## Нагороди
- Орден «За мужність» III ступеня (2022, посмертно) — за особисту мужність і самовіддані дії, виявлені у захисті державного суверенітету та територіальної цілісності України, вірність військовій присязі[4].